# Team USA Basketball
 (octobre 2019).
Si vous disposez d'ouvrages ou d'articles de référence ou si vous connaissez des sites web de qualité traitant du thème abordé ici, merci de compléter l'article en donnant les références utiles à sa vérifiabilité et en les liant à la section « Notes et références ».
Team USA Basketball est un jeu vidéo de basket-ball sorti en 1992 sur Mega Drive. Le jeu a été développé et édité par Electronic Arts. Le jeu est basé sur les Jeux olympiques de Barcelone où avait joué la Dream Team américaine.